# Грушёвка (Белокалитвинский район)
Грушевка — хутор в Белокалитвинском районе Ростовской области.
Входит в состав Грушёво-Дубовского сельского поселения, являясь его административным центром.

## География
Хутор расположен в 40 км (по дорогам) южнее города Белая Калитва (райцентр), на правом берегу реки Кундрючья.

### Улицы
- ул. Добрая,
- ул. Мельничная,
- ул. Солнечная,
- ул. Учительская,
- ул. Центральная.

## Население
| 1989 | 2002 | 2010 |
| ---- | ---- | ---- |
| 688  | ↗690 | ↘676 |

### Известные люди
- В хуторе родился Серёжников, Александр Иванович — Герой Советского Союза.
- В хуторе родился и умер Ажогин, Василий Терентьевич — Герой Советского Союза.

## Достопримечательности
Территория Ростовской области была заселена еще в эпоху неолита. Люди, живущие на древних стоянках и поселениях у рек, занимались в основном собирательством и рыболовством. Степь для скотоводов всех времён была бескрайним пастбищем для домашнего рогатого скота. От тех времен осталось множество курганов с захоронениями  жителей этих мест. Курганы и курганные группы находятся на государственной охране.
Поблизости от территории хутора Грушевка Белокалитвинского района расположено несколько достопримечательностей – памятников археологии. Они охраняются в соответствии с Федеральным законом от 25.06.2002 N 73-ФЗ "Об объектах культурного наследия (памятниках истории и культуры) народов Российской Федерации", Областным законом от 22.10.2004 N 178-ЗС "Об объектах культурного наследия (памятниках истории и культуры) в Ростовской области", Постановлением Главы администрации РО от 21.02.97 N 51 о принятии на государственную охрану памятников истории и культуры Ростовской области и мерах по их охране и др. 
- Курганная группа «Придорожный»   из 2 курганов, расположенных в 5,0 км к юго-западу от хутора Грушевки.
- Курганная группа «Алексеевский III»    из  4 курганов, находящихся в 3,0 км к юго-востоку от хутора Грушевки.
- Курганная группа «Кундрючий»    из 6 курганов. Находится в 2,5 км к юго-востоку от хутора Грушевки[4].